# Tallone
Tallone est une commune française située dans la circonscription départementale de la Haute-Corse et le territoire de la collectivité de Corse. Elle appartient à l'ancienne piève de Serra.

## Géographie
Tallone est une commune littorale de la côte est de la Corse, située à l'extrême sud du massif de la Castagniccia, au nord-ouest d'Aléria. Elle s'allonge sur 18 kilomètres du nord-ouest au sud-est, avec une largeur moyenne de 5 kilomètres.
On distingue trois zones très différentes :
- la partie haute, autour du chef-lieu (altitude voisine de 500 mètres), très vallonnée, couverte de bois et de maquis ;
- les collines et la plaine intermédiaire, autour du petit fleuve Arena, largement cultivée en vignes, et ne comportant que quelques hameaux ;
- la zone côtière, faite de marécages et d'étangs, notamment l'étang de Diane où se pratique l'ostréiculture (huitres) et la mytiliculture (moules).

La commune est largement irriguée par de nombreux ruisseaux.
Une seule route traverse la commune de part en part, la D 16 puis D 116, qui s'embranche près de l'ancienne gare sur la RT 10 (ex-RN 198).

## Urbanisme

### Typologie
Au 1er janvier 2024, Tallone est catégorisée commune rurale à habitat très dispersé, selon la nouvelle grille communale de densité à sept niveaux définie par l'Insee en 2022.
Elle est située hors unité urbaine et hors attraction des villes,.
La commune, bordée par la mer Méditerranée, est également une commune littorale au sens de la loi du 3 janvier 1986, dite loi littoral. Des dispositions spécifiques d’urbanisme s’y appliquent dès lors afin de préserver les espaces naturels, les sites, les paysages et l’équilibre écologique du littoral, tel le principe d'inconstructibilité, en dehors des espaces urbanisés, sur la bande littorale des 100 mètres, ou plus si le plan local d’urbanisme le prévoit.

### Occupation des sols
L'occupation des sols de la commune, telle qu'elle ressort de la base de données européenne d’occupation biophysique des sols Corine Land Cover (CLC), est marquée par l'importance des forêts et milieux semi-naturels (51,6 % en 2018), en augmentation par rapport à 1990 (50,2 %). La répartition détaillée en 2018 est la suivante : 
milieux à végétation arbustive et/ou herbacée (36 %), cultures permanentes (22 %), forêts (15,5 %), zones agricoles hétérogènes (10,3 %), prairies (8,9 %), eaux maritimes (2,7 %), zones humides intérieures (2 %), terres arables (1,7 %), zones urbanisées (0,4 %), mines, décharges et chantiers (0,4 %), espaces ouverts, sans ou avec peu de végétation (0,1 %). L'évolution de l’occupation des sols de la commune et de ses infrastructures peut être observée sur les différentes représentations cartographiques du territoire : la carte de Cassini (XVIIIe siècle), la carte d'état-major (1820-1866) et les cartes ou photos aériennes de l'IGN pour la période actuelle (1950 à aujourd'hui).

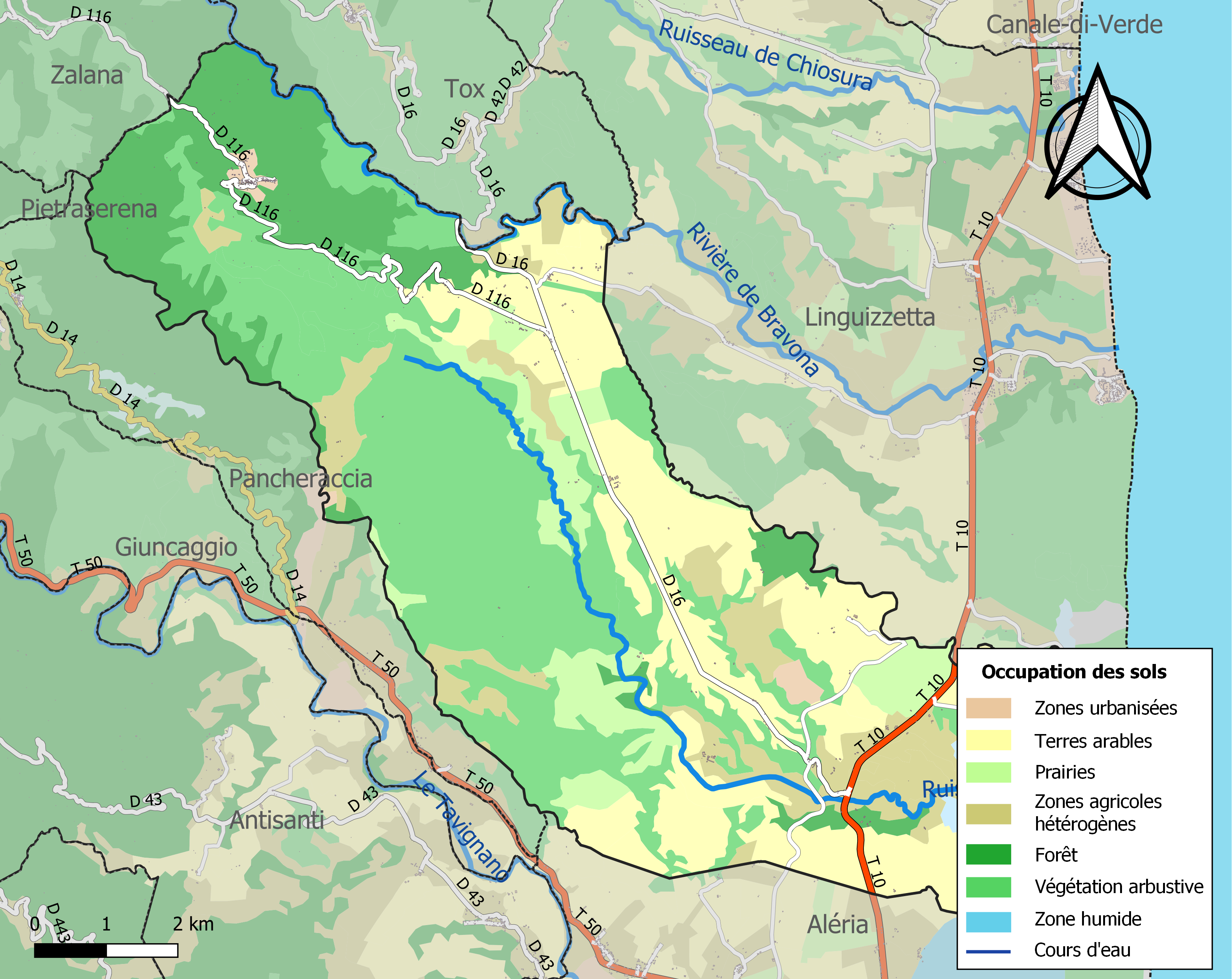
Carte des infrastructures et de l'occupation des sols de la commune en 2018 (CLC).

## Histoire

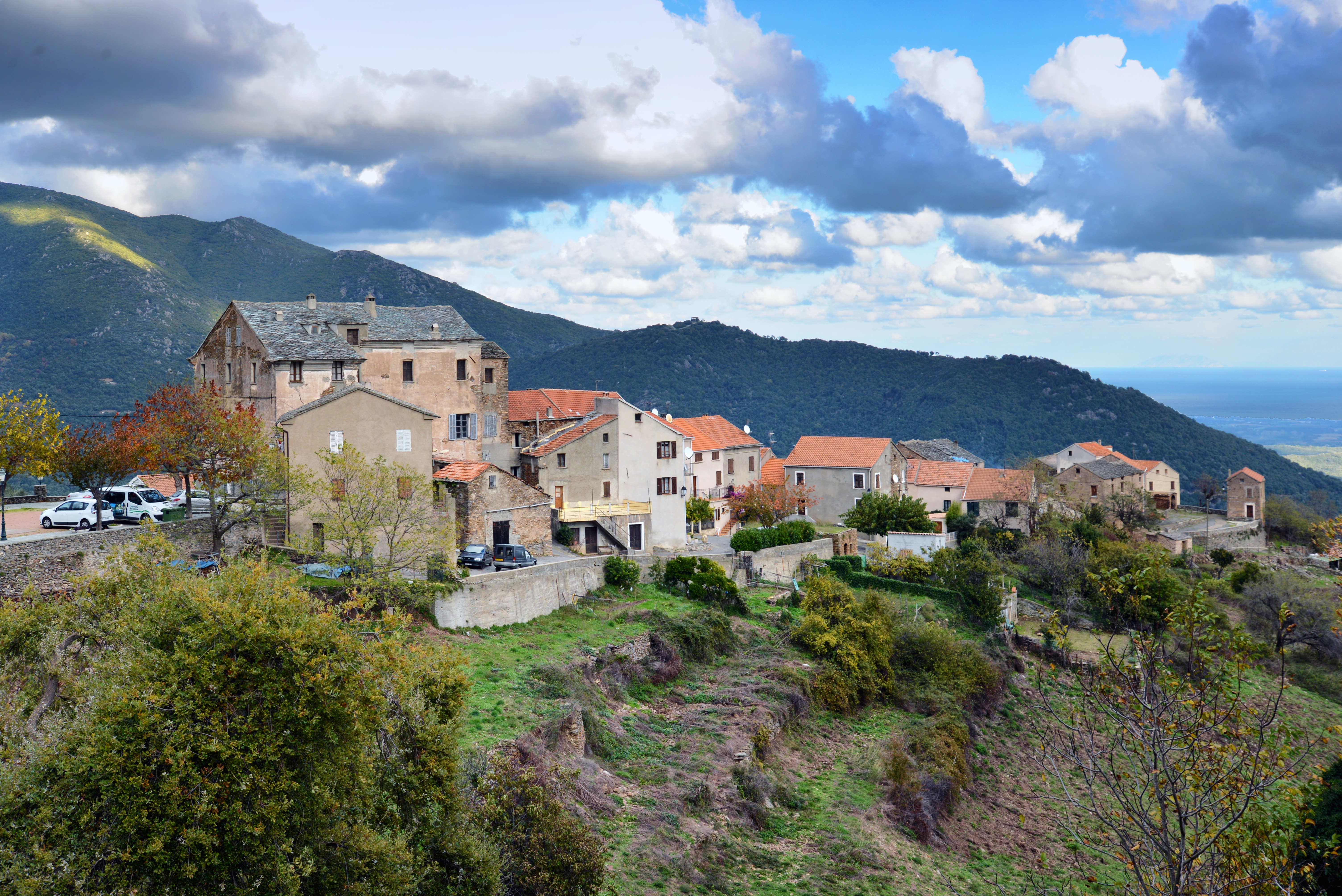
Vue du village.

Tallone a constitué depuis le Moyen Âge et jusqu'en 1771 la seule communauté de la piève d'Opino, ensuite intégrée sur le plan civil à la piève de Serra.
Denys Bernamonti, un ancien des zouaves pontificaux, a été maire à la fin du XIXe siècle.
En 1888 fut construite la ligne de chemin de fer de la côte orientale, reliant Casamozza - embranchement sur la ligne principale Bastia -  Ajaccio jusqu'à Ghisonaccia. La ligne suivait ici d'assez près la grand'route, et la « gare de Tallone » fut établie au croisement de la route menant au village, soit à 10 kilomètres à vol d'oiseau de celui-ci (16 kilomètres par la route en 2018). La ligne fut endommagée par les destructions de la Seconde Guerre mondiale et abandonnée. Le bâtiment de la gare existe toujours, devenu une habitation.

## Politique et administration
| Période                                  | Période  | Identité          | Étiquette | Qualité     |
| ---------------------------------------- | -------- | ----------------- | --------- | ----------- |
| maire en 1911                            | ?        | Bernard Casanova  |           |             |
| mars 2008                                | En cours | Christian Orsucci | DVD       | Agriculteur |
| Les données manquantes sont à compléter. |          |                   |           |             |

## Démographie
L'évolution du nombre d'habitants est connue à travers les recensements de la population effectués dans la commune depuis 1800. Pour les communes de moins de 10 000 habitants, une enquête de recensement portant sur toute la population est réalisée tous les cinq ans, les populations de référence des années intermédiaires étant quant à elles estimées par interpolation ou extrapolation. Pour la commune, le premier recensement exhaustif entrant dans le cadre du nouveau dispositif a été réalisé en 2004.

En 2022, la commune comptait 281 habitants, en évolution de −15,11 % par rapport à 2016 (Haute-Corse : +5,15 %, France hors Mayotte : +2,11 %).
| 1800 | 1806 | 1821 | 1831 | 1836 | 1841 | 1846 | 1851 | 1856 |
| ---- | ---- | ---- | ---- | ---- | ---- | ---- | ---- | ---- |
| 204  | 249  | 259  | 268  | 287  | 314  | 297  | 337  | 320  |

| 1861 | 1866 | 1872 | 1876 | 1881 | 1886 | 1891 | 1896 | 1901 |
| ---- | ---- | ---- | ---- | ---- | ---- | ---- | ---- | ---- |
| 323  | 323  | 350  | 317  | 334  | 357  | 558  | 635  | 647  |

| 1906 | 1911 | 1921 | 1926 | 1931 | 1936 | 1946 | 1954 | 1962 |
| ---- | ---- | ---- | ---- | ---- | ---- | ---- | ---- | ---- |
| 474  | 529  | 609  | 608  | 618  | 704  | 511  | 311  | 215  |

| 1968 | 1975 | 1982 | 1990 | 1999 | 2004 | 2006 | 2009 | 2014 |
| ---- | ---- | ---- | ---- | ---- | ---- | ---- | ---- | ---- |
| 433  | 637  | 474  | 469  | 302  | 295  | 307  | 313  | 324  |

| 2019 | 2022 | - | - | - | - | - | - | - |
| ---- | ---- | - | - | - | - | - | - | - |
| 282  | 281  | - | - | - | - | - | - | - |

## Lieux et monuments
- Au village, l'église Saint-Césaire de Tallone, toute en pierres de gneiss, avec son parvis pavé à degrés et son clocher-tour à quatre niveaux.
- Au centre de la commune, la Pianiccia de Belle Magiocche, longue et étroite plaine plantée de vignes, où la route court rectiligne sur près de 10 kilomètres.
- Près de la route nationale - T 10, l'ancienne gare de Tallone, symbole d'une époque disparue.
- En bord de mer, l'étang de Diane, où se jette l'Arena, et le petit étang de Terrenzane, au bord duquel est installé un centre de vacances naturiste.
- Au travers de nombreuses pistes, partez à la découverte d'un site féerique passant de la montagne à la mer (pistes praticables en VTT ou en 4x4 en dehors des saisons de chasse).

## Personnalités liées à la commune
- Le saint patron de la ville est saint Césaire diacre et martyr de Terracina.
- Ignace Joseph Lepidi (1752-?), homme politique né à Tallone, député du département de Golo au Conseil des Cinq-Cents.